# Aiyang Tlang
Aiyang Tlang je planina na granici Bangladeša i Mjanmara. Godine 2020. potvrđeno je da je brdo Aiyang Tlang najviša točka u Bangladešu. Brdo je 1980-ih otkrio Van Rausang Bawm iz lokalne etničke zajednice Bawm. Dana 13. studenog 2019. inženjer Jyotirmoy Dhar postao je prvi Bangladešanin koji se popeo na planinu.
U studenom 2019. visina Aiyang Tlanga izmjerena je GPS-om (Globalni sustav za pozicioniranje ) i bila je 1005 m/nm.

## Vanjske poveznice
|  | Zajednički poslužitelj ima još gradiva o temi Aiyang Tlang |